# Association Sportive et Culturelle Port Autonome
L'Association Sportive et Culturelle Port Autonome és un club de futbol senegalès de la ciutat de Dakar. Disputa els seus partits a l'Stade Port Autonome. Anteriorment fou conegut com a Union Culturelle et Sportive des Travailleurs Port Autonome.

## Palmarès
- Lliga senegalesa de futbol:[1]
  - 1990, 1991, 2005
- Copa senegalesa de futbol:[2]
  - 2000
- Copa de l'Assemblea Nacional del Senegal:[2]
  - 2000